# Лоис Коллиер
Ло́ис Ко́ллиер (англ. Lois Collier; 21 марта 1919, Салли, Южная Каролина — 27 октября 1999, Вудленд-Хиллз, Калифорния) — американская актриса радио, кино и телевидения.

## Биография
Маделин Эрли Джонс (настоящее имя актрисы) родилась 21 марта 1919 года в городке Салли (штат Южная Каролина, США). Её отец, Эрнест Джонс, был единственным фармацевтом и аптекарем городка. В 15-летнем возрасте Маделин с бабушкой впервые посетила Голливуд. Там она снялась в небольшой (но с указанием в титрах) роли модели в малоизвестном фильме «Женщины должны одеваться». Впечатлённая своим кинодебютом, девушка приняла твёрдое решение стать актрисой, когда закончит образование. После окончания колледжа «Лаймстоун» в южно-каролинском городке Гафни девушка немедленно уехала в Лос-Анджелес осуществлять свою мечту.
Маделин почти сразу же устроилась актрисой радио в Си-би-эс, где сыграла роль персонажа по имени Лоис Коллиер — этот актёрский псевдоним девушка и взяла себе на всю жизнь. Также быстро она пробилась на киноэкраны, начав сниматься с 1938 года. Всего Лоис Коллиер за 17 лет своей полноценной кино-карьеры (1940—1957) снялась в 59 фильмах и сериалах (в 11 из них она не была указана в титрах). В 1940-х годах Коллиер играла преимущественно главные женские роли в вестернах категории B, в 1950-х годах в основном снималась для телевидения, и на широком экране уже не появлялась. Первые годы карьеры Коллиер работала на Republic Pictures, затем заключила семилетний контракт с более солидной Universal Studios, а затем была фрилансером.
В 1941—1943 годах Лоис Коллиер снялась в 7 фильмах серии «Три мескитёра» (всего их вышло 51, с 1936 по 1943 года), во всех в главной женской роли, из-за чего её даже прозвали «четвёртой мескитёршей».
В 1957 году 38-летняя Коллиер вышла замуж в третий раз и полностью окончила актёрскую карьеру. Она продолжила жить в Лос-Анджелесе со своим третьим мужем. Скончалась актриса 27 октября 1999 года от болезни Альцгеймера в районе Вудленд-Хиллз города Лос-Анджелес.

### Личная жизнь
Лоис Коллиер была замужем трижды:
1. Роберт А. Дункан, банковский служащий. Брак заключён после 1937 года, 3 сентября 1943 года последовал развод[7].
2. Роберт Джексон Окли, агент по работе с актёрами. Брак заключён 4 августа 1945 года[8], в 1956 году последовал развод[9].
3. Пол Шрайбман (1909—2001), малоизвестный кинопродюсер[10]. Брак заключён в 1957 году и продолжался 42 года до самой смерти Лоис Коллиер.

Детей ни от одного брака у неё не было.

## Избранные работы

### Радио
- 1930-е — 1940-е — Дорогой Джон / Dear John — Кэрол[11]
- 1937 — Голливуд в лицах / Hollywood in Person — Лоис Коллиер[12]
- 1948—1949 — Ты / You

### Широкий экран
- 1941 — Балет на льду[англ.] / Ice-Capades — девушка на прослушивании (в титрах не указана)
- 1941 — Моряки в отпуске[англ.] / Sailors on Leave — симпатичная брюнетка (в титрах не указана)
- 1942 — Блондинка идёт в колледж[англ.] / Blondie Goes to College — студентка (в титрах не указана)
- 1942 — Дела Джимми Валентайна[англ.] / The Affairs of Jimmy Valentine — секретарша
- 1942 — Ухаживание Энди Харди[англ.] / The Courtship of Andy Hardy — Синтия, танцующая девушка (в титрах не указана)
- 1943 — Молодые идеи[англ.] / Young Ideas — студентка (в титрах не указана)
- 1944 — Женская отвага[англ.] / Ladies Courageous — Джилл
- 1944 — Странная женщина[англ.] / Weird Woman — Маргарет
- 1944 — Следуя за парнями[англ.] / Follow the Boys — в роли самой себя (в титрах не указана)
- 1944 — Женщина-кобра[англ.] / Cobra Woman — Вида
- 1944 — Женщина из джунглей / Jungle Woman — Джоан Флетчер
- 1945 — Королева джунглей[англ.] / Jungle Queen — Памела Кортни
- 1945 — Шальные девяностые[англ.] / The Naughty Nineties — мисс Кэролайн Джексон
- 1946 — Ночь в Касабланке[англ.] / A Night in Casablanca — Аннетт
- 1947 — Рабыня[англ.] / Slave Girl — Алита
- 1949 — Мисс норка 1949 года[англ.] / Miss Mink of 1949 — Элис Форрестер
- 1950 — Человек с марсианского летающего диска / Flying Disc Man from Mars — Хелен Холл

### Телевидение
- 1950 — Дик Трейси / Dick Tracy — Флафф (в 4 эпизодах)
- 1951—1953 — Бостонская Чернушка / Boston Blackie — Мэри Уэсли (в 58 эпизодах)
- 1955 — Письмо Лоретте[англ.] / Letter to Loretta — Глория Джой (в эпизоде 600 Seconds)
- 1955 — Кавалькада Америки[англ.] / Cavalcade of America — Мэрион (в эпизоде Sunrise on a Dirty Face)
- 1956 — Шайенн[англ.] / Cheyenne — Рат Маккивер (в эпизоде West of the River)
- 1956 — Театр режиссёров экрана[англ.] / Screen Directors Playhouse — леди Элейн (в эпизоде The Sword of Villon)
- 1956—1957 — Шоу Джорджа Бёрнса и Грейси Аллен[англ.] / The George Burns and Gracie Allen Show — разные роли (в 2 эпизодах)
- 1957 — Сломанная Стрела[англ.] / Broken Arrow — Милдред Кирби (в эпизоде Johnny Flagstaff)